# Cystoidea
De Cystoïden (Cystoidea) zijn een klasse van dieren die behoren tot de stekelhuidigen en de onderstam Crinozoa. Alle vertegenwoordigers zijn alleen bekend als fossiel en zijn al lange tijd uitgestorven. De cystoïden leefden van het Ordovicium tot het Devoon en stierven meer dan 350 miljoen jaar geleden uit.

## Kenmerken
Cystoïden onderscheiden zich van andere stekelhuidigen door driehoekige porieopeningen.
Oppervlakkig gezien leken cystoïden op crinoïden, maar ze hadden een eivormig lichaam in plaats van een komvormig lichaam dat was opgebouwd uit kalkplaatjes. De mond bevond zich aan de bovenpool van het lichaam, met het andere uiteinde aan het substraat bevestigd, vaak met een stengel, hoewel er enkele stengelloze soorten bestonden. De anus lag aan de zijkant van het lichaam.
Vijf, of minder vaak drie, ambulacrale gebieden liepen langs de buitenkant van het lichaam en straalden vanuit de mond naar buiten uit. Een aantal kleine tentakels omringden de mond of staken in een rij naar buiten uit de ambulacrale gebieden, afhankelijk van de soort.
Het meest onderscheidende kenmerk van cystoïden was de aanwezigheid van een aantal poriën in het stijve skelet dat het lichaam omhulde. Deze waren hoogstwaarschijnlijk respiratoir van aard, waardoor vloeistof in of uit het lichaam kon stromen. Bij sommige soorten waren de poriën geclusterd in verschillende gebieden, maar bij andere waren ze vrij wijd verspreid over het lichaamsoppervlak.

## Geslachten
- Echinosphaerites
- Caryocrinites
- Agelacrinites
- Hemicystites